# Ministerstwo Spraw Wewnętrznych (1990–1996)
Ministerstwo Spraw Wewnętrznych (MSW) – urząd administracji rządowej funkcjonujący w Polsce po przemianach ustrojowych z lat 1989–1990. Formalnie zachowywał on ciągłość prawną z Ministerstwem Spraw Wewnętrznych PRL (utworzonym w 1954 r.) i kontynuował jego działalność w zakresie obsługi ministra odpowiedzialnego za ochronę bezpieczeństwa państwa i porządku publicznego (oraz za inne dziedziny) w nowych warunkach politycznych.
Okresem przejściowym pomiędzy MSW PRL a MSW III RP był okres od 10 maja do 31 lipca 1990 r. ze względu na dokonane wtedy przekształcenia prawno-organizacyjne i zmiany personalne. W związku z reformą centrum administracyjno-gospodarczego rządu resort spraw wewnętrznych został rozwiązany wraz z końcem 1996 r., jego zadania przejęło od 1 stycznia 1997 r. Ministerstwo Spraw Wewnętrznych i Administracji.

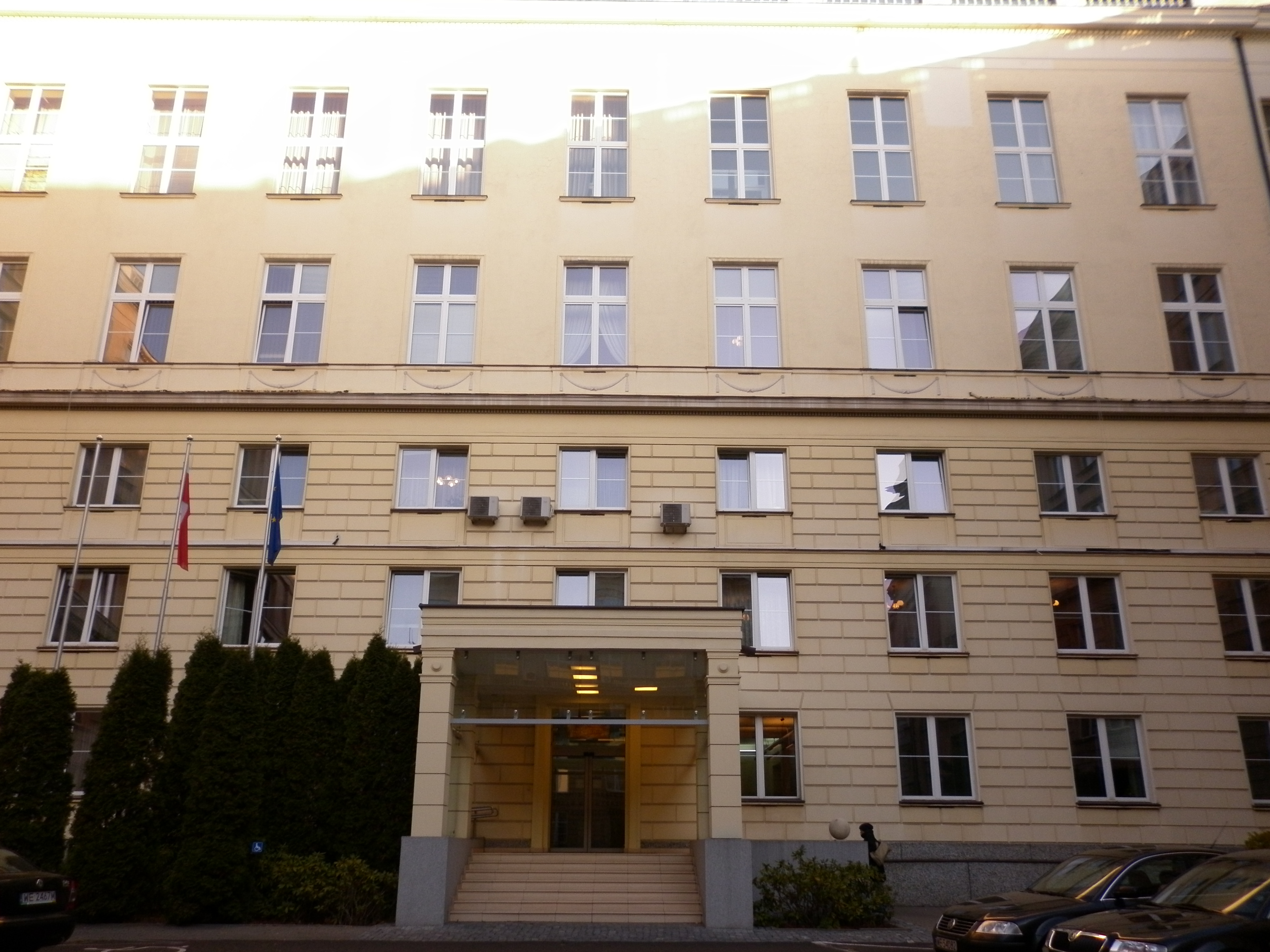
Główna siedziba ministerstwa przy ulicy Rakowieckiej 2a w Warszawie

## Powstanie MSW III RP
12 września 1989 r. rozpoczął pracę rząd Tadeusza Mazowieckiego. Jego powołanie było konsekwencją przeprowadzenia wyborów czerwcowych, które umożliwiły solidarnościowej opozycji udział w sprawowaniu władzy. Mimo określania nowego gabinetu jako „pierwszy niekomunistyczny rząd w Polsce” oba resorty siłowe (MON i MSW) w dalszym ciągu kontrolowane były przez Polską Zjednoczoną Partię Robotniczą. Ministrem spraw wewnętrznych pozostawał gen. Czesław Kiszczak, objął on również funkcję wicepremiera. W podległym mu urzędzie utrzymywał się wewnętrzny podział na służby MSW, ich kierownictwo nadal tworzyła grupa wysokich funkcjonariuszy Służby Bezpieczeństwa i Milicji Obywatelskiej.
Zmiany dokonane zostały dopiero w pierwszej połowie 1990 r. już po rozwiązaniu PZPR. 7 marca w miejsce gen. Lucjana Czubińskiego na stanowisko wiceministra skierowany został działacz „Solidarności” Krzysztof Kozłowski, przewidywany na przyszłego szefa resortu. 6 kwietnia Sejm uchwalił tzw. pakiet ustaw policyjnych, weszły one w życie 10 maja, stając się prawną podstawą przekształceń. Tego samego dnia w stan likwidacji postawione zostały SB i MO. Na mocy uchwały nr 69 Rady Ministrów z 21 maja 1990 r. rozpoczęto proces weryfikacji funkcjonariuszy organów bezpieczeństwa (trwający do 31 lipca), natomiast w milicji przeprowadzony został przegląd kadr.
Symboliczną datą stał się 6 lipca 1990 r., gdy Kozłowski przejął kierownictwo MSW po zdymisjonowanym Kiszczaku. Z resortu odeszli wtedy również wiceministrowie: gen. Henryk Dankowski i gen. Zbigniew Pudysz, których w sierpniu zastąpili kolejni działacze związani z opozycją: Jan Widacki i Jerzy Zimowski. Ministerstwo Spraw Wewnętrznych rozpoczęło działalność w nowym kształcie od 1 sierpnia po zakończeniu przyjmowania pracowników i funkcjonariuszy do nowej służby.

## Zakres działania ministra
Zgodnie z ustawą z 6 kwietnia 1990 r. o urzędzie Ministra Spraw Wewnętrznych szef resortu był naczelnym organem administracji państwowej w dziedzinie ochrony bezpieczeństwa państwa, ochrony bezpieczeństwa i porządku publicznego, ochrony przed zamachami na życie i zdrowie oraz na dorobek kulturalny i materialny społeczeństwa i obywateli, ochrony granic państwa i kontroli ruchu granicznego, ochrony przeciwpożarowej oraz administracji spraw wewnętrznych (na mocy ustawy z 7 lipca 1994 r. minister wykonywał również uprawnienia naczelnego organu w sprawach specjalistycznego nadzoru budowlanego w dziedzinie bezpieczeństwa państwa). Szczegółowy zakres jego działania określony został w rozporządzeniu Rady Ministrów z 16 lipca 1990 r., które wymieniało m.in. następujące sprawy:
- ochrona bezpieczeństwa państwa – ogólny nadzór nad funkcjonowaniem Urzędu Ochrony Państwa, utworzonego na mocy ustawy z 6 kwietnia 1990 r.[5] w miejsce rozwiązanej Służby Bezpieczeństwa (struktury wywiadu i kontrwywiadu, bezpieczeństwa wewnętrznego oraz zabezpieczenia operacyjnego).
- ochrona bezpieczeństwa obywateli oraz bezpieczeństwa i porządku publicznego – ogólny nadzór nad funkcjonowaniem Policji, utworzonej na mocy ustawy z 6 kwietnia 1990 r.[6] w miejsce rozwiązanej Milicji Obywatelskiej. Na mocy uchwały nr 108 Rady Ministrów z 16 lipca 1990 r.[7] niektóre uprawnienia policyjne przyznane zostały również żołnierzom jednostek wojskowych MSW w przypadku wykonywania przez nich zadań w zakresie ochrony osób, urządzeń i obiektów związanych z najwyższymi organami władzy i administracji państwowej. Funkcje te wypełniały Nadwiślańskie Jednostki Wojskowe oraz Biuro Ochrony Rządu (jego funkcjonariusze otrzymali status żołnierzy z dniem 1 sierpnia 1990 r.), ponadto na mocy zarządzenia organizacyjnego nr 004 Ministra Spraw Wewnętrznych z 13 sierpnia 1990 r. utworzona została Jednostka Wojskowa GROM.
- ochrona granicy państwowej – ogólny nadzór nad funkcjonowaniem Straży Granicznej. Mimo użycia w przepisach tej nazwy zadania dotyczące ochrony granic w dalszym ciągu wykonywane były przez Wojska Ochrony Pogranicza. Na mocy ustawy z 12 października 1990 r.[8] z dniem 16 maja 1991 r. nastąpiło rozformowanie jednostek WOP i utworzenie w ich miejsce nowej służby.
- ochrona przeciwpożarowa – ogólny nadzór nad funkcjonowaniem jednostek Straży Pożarnej. Na mocy ustawy z 24 sierpnia 1991 r.[9] z dniem 1 lipca 1992 r. nastąpiło rozwiązanie dotychczasowych struktur służby pożarniczej i utworzenie w ich miejsce Państwowej Straży Pożarnej.
- administracja spraw wewnętrznych i sprawy społeczno-administracyjne – rejestracja stanu cywilnego, zmiana imion i nazwisk, prowadzenie Powszechnego Elektronicznego Systemu Ewidencji Ludności, wydawanie dowodów osobistych i paszportów, sprawy obywatelstwa, prawa i obowiązki cudzoziemców, powszechny obowiązek obrony, sprawy stowarzyszeń, zgromadzeń, zbiórek publicznych, odznak i mundurów, wydawanie koncesji na działalność gospodarczą związaną z usługami ochroniarskimi i detektywistycznymi oraz dotyczącymi spraw broni, amunicji i materiałów wybuchowych.
- sprawy wykroczeń – nadzór nad postępowaniem mandatowym związanym z orzecznictwem karno-administracyjnym kolegiów ds. wykroczeń (przekazanych pod nadzór ministra sprawiedliwości z dniem 10 maja 1990 r.).
- ochrona tajemnicy państwowej i służbowej – koordynowanie organizacji ochrony tajemnicy państwowej i służbowej oraz nadzór nad jej przestrzeganiem.
- usuwanie skutków klęsk żywiołowych – koordynowanie działań porządkowo-ochronnych oraz czynności ratowniczych.
- organizowanie i nadzorowanie szkolnictwa resortu – nadzór nad działalnością Szkoły Głównej Służby Pożarniczej oraz nad działalnością Wyższej Szkoły Policji (utworzonej po zniesieniu Akademii Spraw Wewnętrznych na mocy rozporządzenia Rady Ministrów z 10 września 1990 r.[10]).
- nadzór techniczno-budowlany w zakresie bezpieczeństwa wewnętrznego – specjalistyczny nadzór budowlany obiektów i robót służących celom bezpieczeństwa państwa. Początkowo należał on do zakresu działania odpowiednich komórek organizacyjnych MSW, następnie zadania te wykonywane były przez Naczelny Inspektorat Nadzoru Budowlanego oraz Inspektorat Nadzoru Budowlanego (utworzone na mocy rozporządzenia Ministra Spraw Wewnętrznych z 26 stycznia 1996 r.[11]).

## Struktura resortu
16 lipca 1990 r. Rada Ministrów wydała rozporządzenie w sprawie nadania statutu organizacyjnego MSW. W następnych latach struktura resortu była zmieniana i uzupełniana kolejnymi rozporządzeniami (z 1 grudnia 1990 r., z 9 września 1991 r., z 14 stycznia 1992 r., z 24 kwietnia 1992 r., z 2 lutego 1993 r., z 24 listopada 1994 r. i z 4 lipca 1996 r.).
Minister kierował podległym mu urzędem za pomocą sekretarza i podsekretarzy stanu, dyrektora generalnego oraz dyrektorów komórek organizacyjnych. Funkcje opiniodawczo-konsultacyjne pełnił Polityczny Komitet Doradczy przy Ministrze Spraw Wewnętrznych, utworzony rozporządzeniem Rady Ministrów z 9 lipca 1990 r. (zastąpił on strukturę powołaną uchwałą nr 171 Rady Ministrów z 11 grudnia 1989 r.).
W połowie 1996 r. organizacja MSW przedstawiała się następująco:
Komórki organizacyjne ministerstwa:
- Gabinet Ministra
- Zespół Doradców Ministra
- Inspektorat Nadzoru i Kontroli
- Departament Spraw Obywatelskich
- Departament Administracyjny
- Departament Finansów
- Departament PESEL
- Biuro Prawne
- Biuro Spraw Obronnych
- Biuro Administracyjno-Gospodarcze
- Biuro Kadr
- Biuro do Spraw Migracji i Uchodźstwa
- Centralne Archiwum

Centralne organy administracji państwowej podległe ministrowi:
- Szef Urzędu Ochrony Państwa
- Komendant Główny Policji
- Komendant Główny Straży Granicznej
- Komendant Główny Państwowej Straży Pożarnej

Inne organy podległe ministrowi:
- Dyrektor Zakładu Emerytalno-Rentowego MSW
- Naczelny Inspektor Nadzoru Budowlanego
- Kierownik Inspektoratu Nadzoru Budowlanego

Jednostki organizacyjne podległe ministrowi:
- Centralny Zarząd Służby Zdrowia MSW
- Ośrodek dla Uchodźców w Nadarzynie

Jednostki organizacyjne nadzorowane przez ministra:
- Wyższa Szkoła Policji w Szczytnie
- Szkoła Główna Służby Pożarniczej w Warszawie

Jednostki organizacyjne podporządkowane ministrowi:
- Nadwiślańskie Jednostki Wojskowe MSW
- Jednostka Wojskowa nr 1004 – Biuro Ochrony Rządu
- Jednostka Wojskowa nr 2305

## Reforma centrum administracji
Rozwiązanie Ministerstwa Spraw Wewnętrznych stało się jednym z elementów reformy centrum administracyjno-gospodarczego rządu. Prace nad dokonaniem zmian w organizacji Rady Ministrów rozpoczął gabinet Józefa Oleksego. W przedstawionym projekcie zakładano m.in. utworzenie urzędu ministra właściwego do spraw administracji publicznej, jednak za sprawą autopoprawki (zgłoszonej przez nowy rząd pod kierownictwem Włodzimierza Cimoszewicza) zdecydowano o połączeniu tego działu ze strukturami MSW. Ostateczna wersja pakietu ustaw została przyjęta przez Sejm w połowie 1996 r. i wprowadzona na mocy ustawy z 8 sierpnia 1996 r.
Wstępem do przekształcenia resortu spraw wewnętrznych było wyodrębnienie Urzędu Ochrony Państwa (1 października 1996 r.) i jego bezpośrednie podporządkowanie Prezesowi Rady Ministrów. Z dniem 1 stycznia 1997 r. weszła w życie ustawa z 21 czerwca 1996 r. o urzędzie Ministra Spraw Wewnętrznych i Administracji, który przejął zadania i kompetencje Ministra Spraw Wewnętrznych, a także częściowo innych ministrów. Wraz ze zlikwidowaniem MSW zniesiony został również Polityczny Komitet Doradczy. Dotychczasowy minister Zbigniew Siemiątkowski otrzymał stanowisko ministra-koordynatora służb specjalnych, natomiast na czele MSWiA stanął Leszek Miller (kierujący do tej pory Urzędem Rady Ministrów).

## Lista ministrów
| Lp.  | Zdjęcie              | Imię i nazwisko                   | Od               | Do               | Czas                                          | Partia                                                 | Premier (rząd)          |
| ---- | -------------------- | --------------------------------- | ---------------- | ---------------- | --------------------------------------------- | ------------------------------------------------------ | ----------------------- |
| 1.   |                      | Krzysztof Kozłowski               | 6 lipca 1990     | 12 stycznia 1991 | 190 dni                                       | Komitet Obywatelski "Solidarność" / Unia Demokratyczna | Tadeusz Mazowiecki      |
|      |                      | Krzysztof Kozłowski               | 6 lipca 1990     | 12 stycznia 1991 | 190 dni                                       | Komitet Obywatelski "Solidarność" / Unia Demokratyczna | Tadeusz Mazowiecki      |
| 2.   |                      | Henryk Majewski                   | 12 stycznia 1991 | 23 grudnia 1991  | 345 dni                                       | Powiązany z Solidarnością                              | Jan Krzysztof Bielecki  |
| 3.   |                      | Antoni Macierewicz                | 23 grudnia 1991  | 20 czerwca 1992  | 180 dni                                       | Zjednoczenie Chrześcijańsko-Narodowe                   | Jan Olszewski           |
| p.o. |                      | Andrzej Milczanowski (tymczasowo) | 5 czerwca 1992   | 11 lipca 1992    | 36 dni                                        | powiązany ze środowiskami solidarnościowymi            | Jan Olszewski           |
| 4.   | Andrzej Milczanowski | 11 lipca 1992                     | 22 grudnia 1995  | 1259 dni         | Hanna Suchocka, Waldemar Pawlak, Józef Oleksy | powiązany ze środowiskami solidarnościowymi            |                         |
| p.o. |                      | Zbigniew Sobotka (tymczasowo)     | 22 grudnia 1995  | 29 grudnia 1995  | 7 dni                                         | Socjaldemokracja Rzeczypospolitej Polskiej             | Józef Oleksy            |
| 5.   |                      | Jerzy Konieczny                   | 29 grudnia 1995  | 7 lutego 1996    | 40 dni                                        | Socjaldemokracja Rzeczypospolitej Polskiej             | Józef Oleksy            |
| 6.   |                      | Zbigniew Siemiątkowski            | 7 lutego 1996    | 31 grudnia 1996  | 328 dni                                       | Socjaldemokracja Rzeczypospolitej Polskiej             | Włodzimierz Cimoszewicz |

## Siedziba MSW
- Warszawa, ul. Rakowiecka 2a (główna)
- inne lokalizacje w Warszawie